# Renzo Imbeni
Renzo Imbeni (ur. 12 października 1944 w Modenie, zm. 22 lutego 2005 w Bolonii) – włoski polityk, działacz komunistyczny, burmistrz Bolonii przez dziesięć lat. Poseł do Parlamentu Europejskiego III, IV i V kadencji.

## Życiorys
Kształcił się w rodzinnej Modenie, studiował następnie ekonomię na Uniwersytecie Bolońskim. Zaangażował się w działalność Włoskiej Partii Komunistycznej (PCI). Był krajowym sekretarzem organizacji młodzieżowej komunistów (1972–1975) i sekretarzem bolońskiej organizacji PCI.
W 1980 po raz pierwszy został radnym Bolonii. Od 1983 do 1993 sprawował urząd burmistrza tego miasta. Po przemianach w partii komunistycznej działał w Demokratycznej Partii Lewicy i Demokratach Lewicy, zasiadał we władzach krajowych tych ugrupowań.
W wyborach w 1989, 1994 i 1999 uzyskiwał mandat posła do Parlamentu Europejskiego. Należał m.in. do frakcji socjalistycznej, w IV i V kadencji był wiceprzewodniczącym Europarlamentu. Pracował m.in. w Komisji Rozwoju i Współpracy oraz Podkomisji Praw Człowieka. W PE zasiadał do 2004. Zmarł rok później.